# San Jacinto del Cauca
San Jacinto del Cauca là một khu tự quản thuộc tỉnh Bolívar, Colombia. Thủ phủ của khu tự quản San Jacinto del Cauca đóng tại San Jacinto del Cauca Khu tự quản San Jacinto del Cauca có diện tích  ki lô mét vuông. Đến thời điểm ngày 28 tháng 5 năm 2005, khu tự quản San Jacinto del Cauca có dân số  người.